# فلاتلينرز (فلم)
فلاتلينرز هو فيلم خيال علمي ورعب نفسي أمريكي صدر عام 2017. وهو من إخراج نيلز أردن أوبليف ‏ وكتبه بن ريبلي ‏. الفيلم هو تكمله لفيلم يحمل نفس الاسم صدر سنة 1990. وهو من بطولة إلين بيج ودييغو لونا ونينا دوبراف وجيمس نورتون وكيرسي كليمونس وكيفر سثرلاند(الذي مثل في الفيلم الأصلي أيضاً). الفيلم يحكي قصة خمس طلاب طب شباب يحاولون إجراء تجربة الاقتراب من الموت. سوني بيكتشرز إنترتينمنت أصدرت الفيلم في الولايات المتحدة بتاريخ 29 سبتمبر 2017.

## القصة
بعد ثمانية وعشرون عاماً على نجاة نيلسون رايت من محنته لتجربتة الاقتراب من الموت، مجموعة من طلاب الطب يحاولون القيام بنفس الشيء بمساعدة من الباحثة كورتني هولمز. ولكن بمجرد أن يستديروا للوراء، الآثار الجانبية وأسرار الماضي تأتي لتطاردهم.

## الممثلين
- إلين بيج بدور الدكتورة كورتني هولمز[1]
- دييغو لونا بدور راي
- نينا دوبراف بدور مارلو
- جيمس نورتون بدور جيمي
- كيرسي كليمونس بدور صوفيا
- بو ميرتشوف بدور براد[2]
- كيفر سثرلاند بدور الدكتور باري ولفسون[3]

## الصدور
سوني بيكتشرز إنترتينمنت أصدرت الفيلم في 29 سبتمبر 2017.

## وصلات خارجية
- مقالات تستعمل روابط فنية بلا صلة مع ويكي بيانات